# Paul Mann (aktor)
Paul Mann (ur. 2 grudnia 1913 roku, zm. 24 września 1985) – amerykański aktor teatralny i filmowy.
Pochodzi z Toronto w Kanadzie. W swojej karierze zagrał tylko w dwóch filmach, jednak za obie role dostał nominacje do nagrody Złotego Globu.

## Filmografia
- Skrzypek na dachu jako Lazar Wolf (1971)
- Ameryka, Ameryka jako Aleko Sinnikoglou (1963)